# Making Movies
Making Movies — третій студійний альбом британського рок-гурту Dire Straits, випущений 17 жовтня 1980 року.
Видання посіло 52-ге місце в числі ста найкращих альбомів 80-х за версією журналу Роллінг Стоун.
Продюсер альбому Джіммі Айовін сказав про своє дітище: "Я люблю робити треті альбоми. Зазвичай гурт, випустивши перший альбом, купається в лаврах. На цій  хвилі випускає другий, який виявляється кроком назад. Ось тут музикантів розбирає лють і бажання по-справжньому працювати. Тому треті альбоми завжди виходять якісними. Цей альбом народжувався 6 тижнів, але основну роботу було пророблено за 6 днів".

## Композиції
1. Tunnel of Love - 8:11
2. Romeo and Juliet - 6:00
3. Skateaway - 6:40
4. Expresso Love - 5:12
5. Hand in Hand - 4:48
6. Solid Rock - 3:19
7. Les Boys - 4:07